# When You Were Young
When You Were Young este al șaselea single al trupei de rock alternativ The Killers, și primul single de pe al doilea album, Sam's Town. A atins locul 14 în topul US Hot 100, locul 1 în topul US Modern Rock, locul 2 în Marea Britanie și locul 10 în Australia. A urcat până pe 69 în topul celor mai bine vândute cântece pe iTunes în anul 2006.
A fost nominalizat la premiile Grammy în 2007, la categoria „Best Rock Song”, iar videoclipul a primit o nominalizare la categoria „Best Short Form Music Video”.
Trupa Coldplay a realizat un cover live după acest cântec, ca și cântăreața finlandeză Astrid Swan, și trupa Taking Back Sunday. Simon Webbe, fost membru al trupei Blue, a cântat de asemenea cântecul în cadrul unei emisiuni de radio.
Melodia apare în jocurile video Guitar Hero III: Legends of Rock, SingStar Amped și Rock Band.

## Lista melodiilor

### Ediția britanică (Vertigo)
1. „When You Were Young” - 3:39
2. „All the Pretty Faces” - 4:44

### Ediția europeană și australiană (Island Records)
1. „When You Were Young” - 3:39
2. „All The Pretty Faces” - 4:44
3. „When You Were Young” (video)

### Ediția americană (Island Records)
1. „When You Were Young” (Jacques Lu Cont's Thin White Duke Radio Edit) - 3:58
2. „When You Were Young” (The Lindbergh Palace Radio Edit) - 4:31
3. „When You Were Young” (Jacques Lu Cont's Thin White Duke Mix) - 6:23
4. „When You Were Young” (The Lindbergh Palace Remix) - 6:59
5. „When You Were Young” (Jacques Lu Cont's Thin White Duke Dub) - 6:23
6. „When You Were Young” (The Lindbergh Palace Dub) - 6:50

- US promo

### Ediția americană 2x12" (Island Records)
1. „When You Were Young” (Jacques Lu Cont's Thin White Duke Mix) - 6:23
2. „When You Were Young” (The Lindbergh Palace Remix) - 6:59

1. „When You Were Young” (Jacques Lu Cont's Thin White Duke Dub) - 6:23
2. „When You Were Young” (The Lindbergh Palace Dub) - 6:50

## Despre videoclip
Videoclipul a fost filmat în Tlayacapan, Mexic. În regia lui Anthony Mandler, el prezintă povestea unei femei care își surprinde soțul înșelând-o și care, drept urmare, fuge de acasă. Povestea are două finaluri diferite: unul fericit, în care femeia se împacă cu soțul ei și se întoarce acasă, și altul în care ea sare de pe o stâncă.

## Poziții în topuri
- 1 (US Modern Rock Chart)
- 2 (Marea Britanie)
- 6 (Irlanda)
- 10 (Australia)
- 10 (Noua Zeelandă)
- 14 (US Hot 100)